# Sunny Deol
Sunny Deol (19 de octubre de 1956) es un actor de cine, cantante, productor y director de cine indio. A menudo es referido como "Action King of Bollywood". Es hijo del actor de Bollywood, Dharmendra. Ha ganado dos National Film Awards y dos Filmfare Awards. Se fue a Inglaterra para estudiar actuación. Se unió a teatro llamado Old Web Theater en Birmingham, Inglaterra, donde estudió teatro y actuación. Las películas donde actuó Deol como Border (1997) y Gadar: Ek Prem Katha (2001) siguen siendo uno de los mayores éxitos de Bollywood. Mientras que las películas como Betaab (1983), Arjun (1985), Paap Ki (1988), Duniya (1988), Tridev (1989), Ghayal (1990), Damini - Lightning (1993), Darr (1993), Jeet (1996), Ghatak: Lethal (1996), Ziddi (1997), Indian (2001), The Hero: Love Story of a Spy (2003), Apne (2007), Yamla Pagla Deewana (2011) son otras películas de éxito convirtiéndolos así en actores exitosos líderes de Bollywood. Gadar: Ek Prem Katha es la segunda película más taquillera de la historia del cine indio, si la inflación se tiene en cuenta y también más vista de la era moderna en los cines.